# Axel and Pixel
Axel and Pixel est un jeu vidéo de aventure développé par 2K Czech et édité par 2K Games, sorti en 2009 sur Xbox 360 et Windows.

## Accueil
- Jeuxvideo.com : 15/20[1]